# Publika telefonnätet
Det publika telefonnätet (PTN), på engelska Public Switched Telephone Network (PSTN), är ett världsomspännande nät bestående av kretskopplade telefonväxlar och förbindelser som levererar traditionella telefonitjänster till allmänheten, även retronymt kallad Plain Old Telephone Service (POTS) samt ISDN. Ibland innefattas även mobiltelefonnät i begreppet.

## Avgränsning av begreppet
PSTN skiljer sig från privata telefonnät, till exempel företagsnät, baserade på privata telefonväxlar (Private branch exchange, PBX), men privata telefonnät är vanligen kopplade till PSTN.  
PSTN är baserat på kretskopplad kommunikation, till skillnad från paketförmedlad så kallad IP-telefoni (VoIP) och ATM-kommunikation. Det innebär att PSTN levererar garanterad Quality of Service (QoS). Pågående telefonsamtal avbryts inte om nätet överbelastas, utan istället kan nya inkommande samtal spärras. Detta är inte alltid fallet vid paketförmedlad kommunikation.
ADSL och andra xDSL-tekniker utnyttjar det publika telefonnätets accessnät dvs kabelnätet mellan telefonstation och abonnent. Men datakommunikationen för xDSL förmedlas via en DSLAM på telefonstationen till ett separat nätverk som operatören förfogar över och som i sin tur är länkat till internetknutpunkter för åtkomst till Internet, medan telefoni länkas till telefonstationens telefonväxlar. Den långa tiden för hantering av ADSL-abonnemang beror bland annat på att en tekniker måste skickas ut för att plugga ur och in kontakter, samt att det kan vara otillräckligt utrymme för mer utrustning.

## Historik

### Det fasta telefonnätet

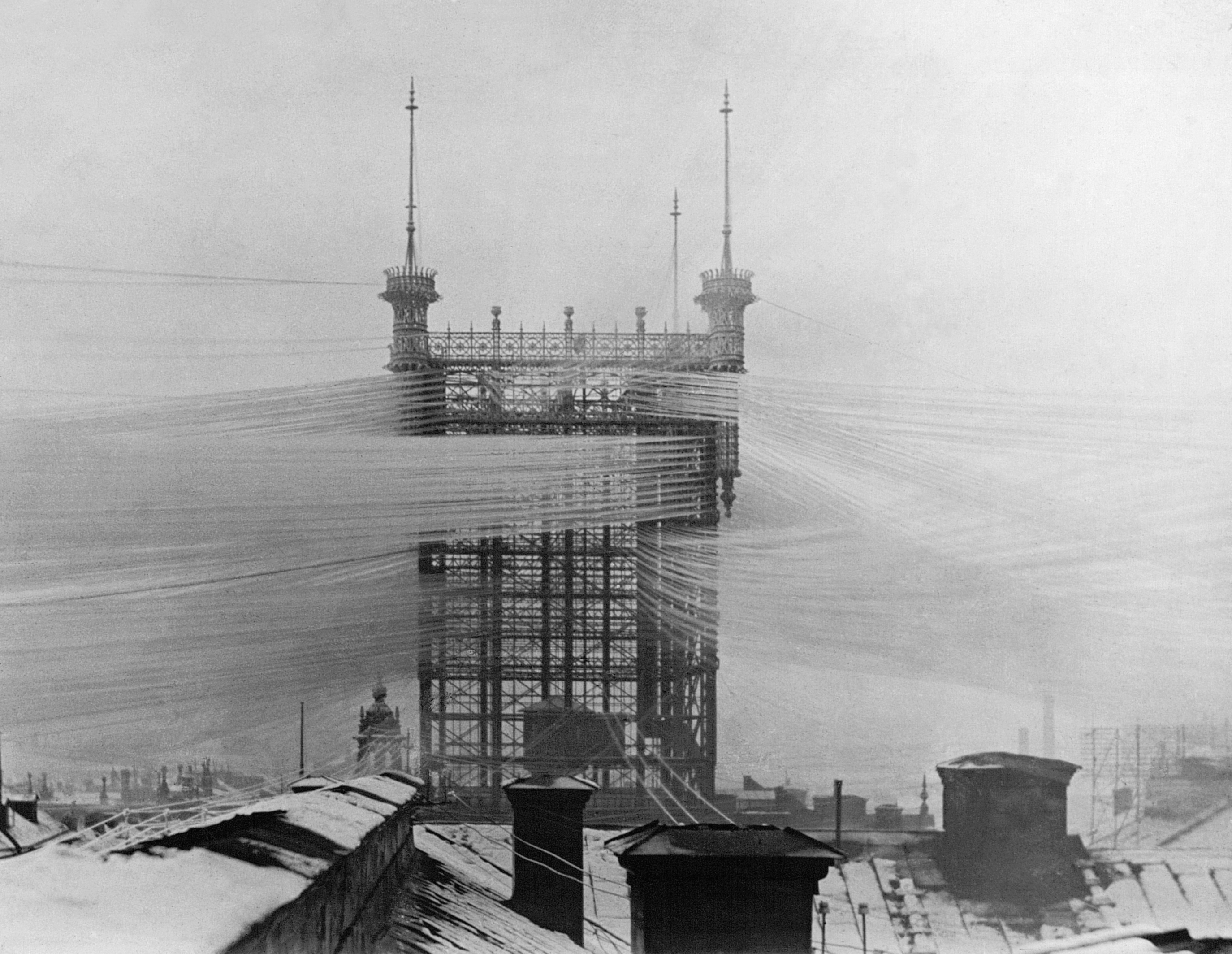
Telefontornet i Stockholm omkring 1890 som spred blanktrådsledningarna ut till telefonabonnenterna.

#### Abonnentnät
De första telefonledningarna byggdes enkeltrådiga med jorden som återledning men övergick snart till dubbeltrådiga ledningar. Ledningarna drogs från telefonväxeln till telefonabonnenten som blanka ledningar, det vill säga luftisolerade ledningar av järntråd eller bronstråd upphängda på isolatorer på stolpar. Alltför stora blankledningsstråk bildades snart i städerna vilket gjorde att blanktrådarna ersattes med koppartrådar inneslutna i kabel. I telefonkabeln var ledningstrådarna isolerade från varandra med pappersomspinning och hela ledningsknippet var omgivet av en blymantel. I samhällena grävdes kablarna ned i kabelblock i gatorna. Blanktråd till abonnenterna på landsbygden fanns kvar ännu under 1990-talet. Blyet i de mantlade kablarna liksom pappersisoleringen av trådarna har efter hand ersatts av modernare isolationsmaterial.

#### Lands- och riksnät
Närliggande orters abonnentnät/lokalkabelnät kopplades samman med varandra genom landsledningar som till en början bestod av blankledningar men som efterhand ersattes med nedgrävda telefonkablar eller med luftkablar på stolpar. Ett områdes telefonväxlar förbands sedan via en förmedlingsstation med andra områdens förmedlingsstationer till ett sammanhängande rikstelefonnät. Genom energiförluster i telefonledningen blir talströmmen försvagad (dämpad) och för att förstärka signalerna i långdistansnätet kopplade man därför in förstärkarstationer med jämna mellanrum. 
För att bättre utnyttja telefonledningarna i långdistansnätet konstruerades multiplexsystem (bärfrekvenssystem) som utökade antalet samtalsförbindelser på ledningen. I riksnätet ersattes blanktråden och telefonkablarna efter hand med koaxialkablar och radiolänkförbindelser, vilka kunde överföra fler samtal än de vanliga kablarna med hjälp av frekvensmultiplex (FDM). Idag har man helt gått över till att dra optofiber, vilken har mycket liten dämpning och som inte påverkas av fukt. Överföringen görs då med optiska signaler, skapade med lysdioder eller laser. Stora samtalsmängder kan överföras. Signalerna är digitala och minsta uppehåll gör att nya signalbitar kan stoppas in. Detta gör att många samtal kan överföras på varje fiber.

#### Telefonkablarna
Kablarna i telefonnätet kan bestå av hundratals eller tusentals trådpar. Störningar genom induktion uppstår mellan parallellgående ledningar så att man kan höra andra samtal som förs i bredvidliggande dubbelledning, så kallad överhörning. För att undvika detta måste de båda branscherna i en dubbelledning ges identiskt lika elektriska egenskaper. Varje lednings båda trådar tvinnas om varandra i kabeln, och ledningarna ordnas i koncentriska lager, som ligger med omväxlande höger- och vänstergängad stigning. För att utöka samtalsförbindelserna vid längre kablar (lands- och rikskablar) snodde man även ihop dubbelledningarna två och två till så kallad fyrskruv för att kunna utnyttja duplexledningen (fantomledningen).

#### Telefonväxlar
Fram till slutet av 1970-talet var PSTN helt baserat på manuella eller elektromekaniska telefonväxlar och analog kommunikation. I slutet av 70-talet påbörjades digitalisering av telefonväxlarna, samt av förbindelsenätet mellan växlarna. I mitten av 1990-talet var i stort sett samtliga elektromekaniska analoga telefonväxlar i Sverige utbytta mot digitala så kallade AXE-telefonväxlar. Med digitala tekniker för tidsdelningsmultiplex (TDM) såsom PCM, PDH och SDH kan många telefonsamtal överföras över samma ledning, till exempel optiska kablar eller billiga kopparparkablar. Protokollet heter SS7 och används i Sveriges och de flesta länders digitala telefonnät.
Än idag är analog telefoni vanligast i accessnätet, alltså över de partvinnade kopparparkablar som förbinder abonnents fastighet med närmaste telefonväxel. För fax- och datakommunikation över det analoga accessnätet krävs modem. Under 1990-talet började även digital kretskopplad kommunikation över accessnätet, så kallad ISDN, erbjudas till företag och hem, vilket möjliggjorde något högre datakommunikationshastigheter än vad som är möjligt med modem, och möjliggjorde upp till 30 telefonsamtal över samma 4-trådiga kopparledning. ISDN fick ett stort genomslag i Tyskland, men aldrig i Sverige. Vilket delvis kan förklaras av det prisläge som Telia med de facto monopol satte, samt de sena leveranstider som också åtföljde. Norska Telenor lyckades med jämförelsevis lågt pris och installation av kunden själv i hemmet få en avsevärd större marknadsandel för ISDN-tekniken.

## Framtid
PSTN kan i framtiden komma att ersättas av infrastruktur för IP-telefoni. PSTN:s ledningsnät (accessnät och optofiberkablar) förväntas visserligen finnas kvar under överskådlig framtid, men de kretskopplade telefonväxlarna kan komma att ersättas av routrar, modempooler, IP-telefoniutrustning och annan internetarkitektur.[källa behövs]
Problemet med leveranssäkerhet och latens är dock något som måste tas i stort beaktande om det skall fungera tillfredsställande eftersom kretskopplade och paketförmedlande nätverk fungerar fundamentalt olika.

## Standardisering
PSTN standardiseras i stor utsträckning av Internationella teleunionen ITU-T, och använder E.163/E 164-adresser (mer känt som telefonnummer) för adressering.

## Matematisk beskrivning
Agner Krarup Erlang (1878–1929) har etablerat de matematiska grunderna som krävs för att fastställa samband mellan nätets kapacitet, mängd utrustning och förbindelser, nätets uppbyggnad, nätets belastning samt sannolikheten att det inträffar spärr.